# Ferberkowo
Ferberkowo (biał. Фэрбаўшчына, Ferbauszczyna; ros. Фербовщина, Fierbowszczina) – wieś na Białorusi, w obwodzie mińskim, w rejonie nieświeskim, w sielsowiecie Nieśwież, w pobliżu Nieświeża.
Wieś położona jest nad zlokalizowanym na Uszy zaporowym jeziorem Albańskim.

## Historia
W dwudziestoleciu międzywojennym folwark leżący w Polsce, w województwie nowogródzkim, w powiecie nieświeskim, w gminie Łań. W 1921 miejscowość liczyła 53 mieszkańców, zamieszkałych w 3 budynkach, w tym 43 Białorusinów i 10 Polaków. 29 mieszkańców było wyznania prawosławnego i 24 rzymskokatolickiego.
Po II wojnie światowej w granicach Związku Sowieckiego. Od 1991 w niepodległej Białorusi.